# Buddy Werner
Wallace Jerold „Buddy“ Werner (* 26. Februar 1936 in Steamboat Springs, Colorado; † 12. April 1964 bei Samedan, Schweiz) war ein US-amerikanischer Skirennläufer. Er gilt mit seinen Erfolgen in den 1950er und 1960er Jahren als einer der ersten Weltklasseskiläufer seines Landes.

## Biografie
Werner war eines von drei Geschwistern, die es im alpinen Skisport zu Spitzenresultaten brachten. Er gehörte ebenso wie seine Schwester Gladys und sein Bruder Loris von 1954 an der US-amerikanischen Skinationalmannschaft an.
1959 war er der erste US-Amerikaner, der in Kitzbühel die prestigeträchtige Hahnenkammabfahrt gewinnen konnte. Im selben Jahr sowie ein zweites Mal 1962 gewann er den Silver Belt in Sugar Bowl. 1956 und 1964 nahm er an den Olympischen Winterspielen teil, blieb aber ohne Medaille. An jenen 1960 in seinem Heimatland USA fehlte er, weil er sich bei internen Trainings des US-Teams das Bein gebrochen hatte.
Bei den Skiweltmeisterschaften 1958 in Bad Gastein wurde er Vierter im Slalom und Fünfter im Riesenslalom. In der Abfahrt stürzte er mit Aussicht auf eine Medaille knapp vor dem Ziel, wodurch er auch in der Kombinationswertung die Chance auf das Podest vergab. Vier Jahre später konnte er mit einem fünften Platz im Riesenslalom bei den Weltmeisterschaften in Chamonix erneut eine Spitzenplatzierung erreichen. Im Jahr 1963 gewann er Abfahrt, Slalom und Kombination des Harriman Cups in Sun Valley, nachdem er zwei Jahre zuvor dort bereits die Abfahrt gewonnen hatte. Von 1957 bis 1963 wurde er insgesamt sieben Mal US-amerikanischer Meister in allen Disziplinen.
Nachdem die Rennsaison 1963/64 mit den US-amerikanischen Meisterschaften in Alaska geendet hatte, reiste Werner wieder nach Europa, um in den Schweizer Alpen in dem Sportfilm Ski-Faszination von Willy Bogner mitzuwirken. Während der Dreharbeiten kam er auf der Trais-Fluors-Piste in der Nähe von Samedan bei einem Lawinenabgang ums Leben. Mit ihm starb die deutsche Skirennläuferin Barbara Henneberger.
In Erinnerung an ihn wurde im Skiresort seines Heimatortes Steamboat Springs der Storm Mountain in Mount Werner umbenannt. Ebenso wurde er 1964 in die U.S. Ski Hall of Fame aufgenommen.

## Erfolge

### Olympische Winterspiele
- Cortina d' Ampezzo 1956: 11. Abfahrt, 21. Riesenslalom, DNF Slalom
- Innsbruck 1964: 8. Slalom, 17. Abfahrt, DSQ Riesenslalom

### Weltmeisterschaften
- Bad Gastein 1958: 4. Slalom, 5. Riesenslalom, 7. Kombination, 37. Abfahrt
- Chamonix 1962: 5. Riesenslalom, 8. Abfahrt, DNF Slalom